# Globe de la bibliothèque de Lyon
Vous lisez un « bon article » labellisé en 2025.
Le Globe de la bibliothèque de Lyon, aussi parfois appelé Globe terrestre du père Grégoire, est un globe terrestre de 1,7 m de diamètre, réalisé en 1701 par le père Grégoire de Lyon avec l'aide du père Bonaventure de Lyon. À l'origine accompagné d'un globe céleste aujourd'hui détruit, il synthétise des connaissances géographiques et cartographiques du XVIIIe siècle alors inaccessibles au grand public, notamment sur la cartographie de l'Afrique.
Resté dans l'anonymat de la bibliothèque du couvent de la Guillotière, ce globe connaît un regain d'intérêt au XIXe siècle. Le grand public s'aperçoit alors que certaines connaissances, considérées nouvellement acquises en particulier grâce à l'exploration de l'Afrique, étaient en réalité déjà connues des concepteurs du globe qui les y avaient représentées plus d'un siècle auparavant.
Le globe est conservé à la bibliothèque municipale de la Part-Dieu à Lyon.

## Histoire

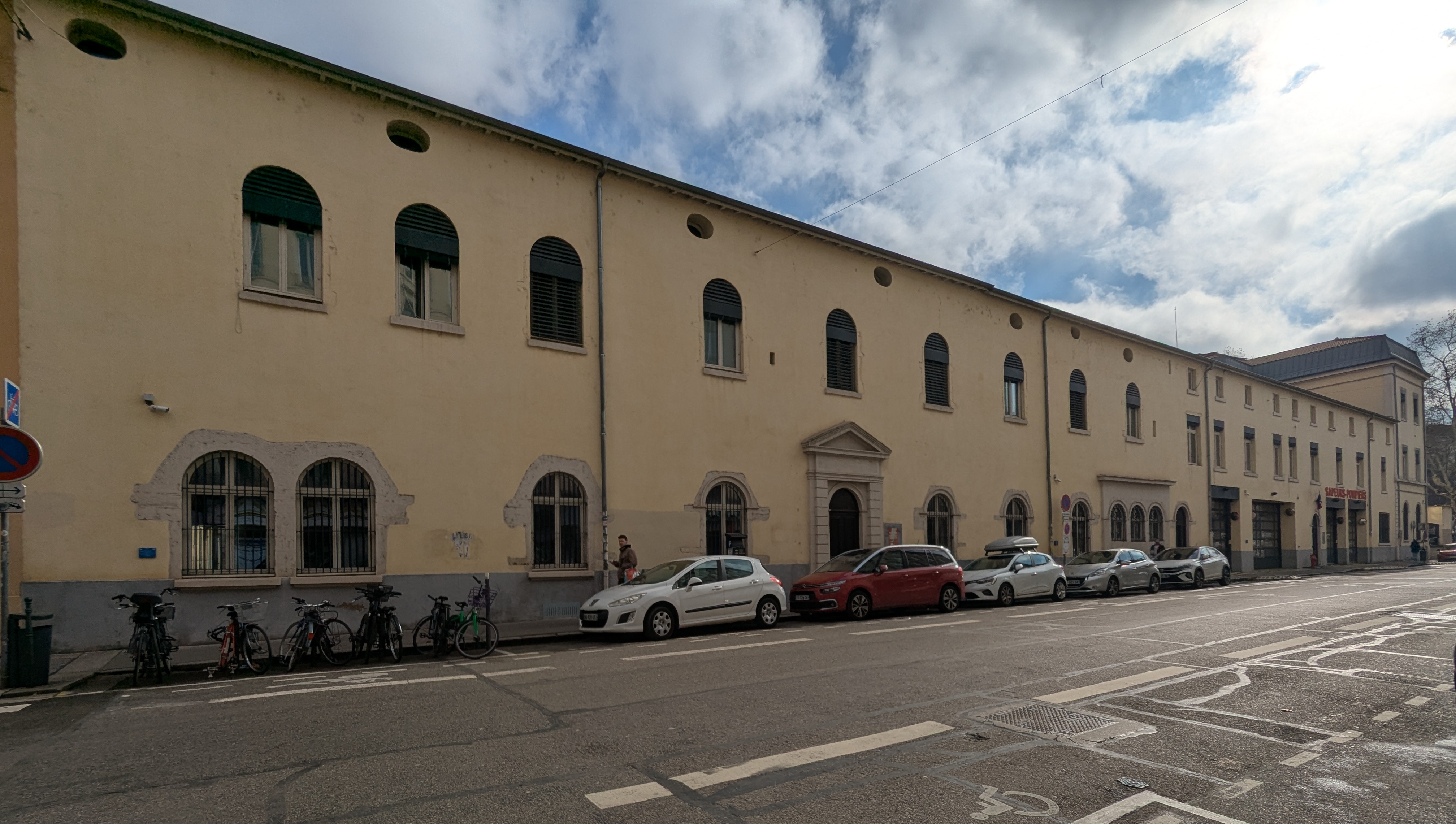
L'ancien couvent des Franciscains de Picpus, dans le prolongement de l'église Notre-Dame Saint-Louis, en 2025.

Le père Grégoire de Lyon, de son nom séculier Henri Marchand (1674-1750), est un religieux passionné par les sciences et la mécanique, membre associé de l'Académie de Lyon au sein de laquelle il publie plusieurs mémoires en astronomie et mathématiques. Le père Bonaventure de Lyon, Vien de son nom séculier, est moins connu mais serait, d'après l'historien Jacques Pernetti, son cousin germain. Tous deux sont entrés dans les ordres au couvent Picpus, dans le faubourg de La Guillotière, pour le calme de la vie religieuse qui permet l'étude des sciences.
Le père Grégoire réalise un premier globe céleste dont il assure la conception, la fabrication et la peinture, aidé du père Bonaventure, puis un second globe, terrestre, qui en est le pendant,.

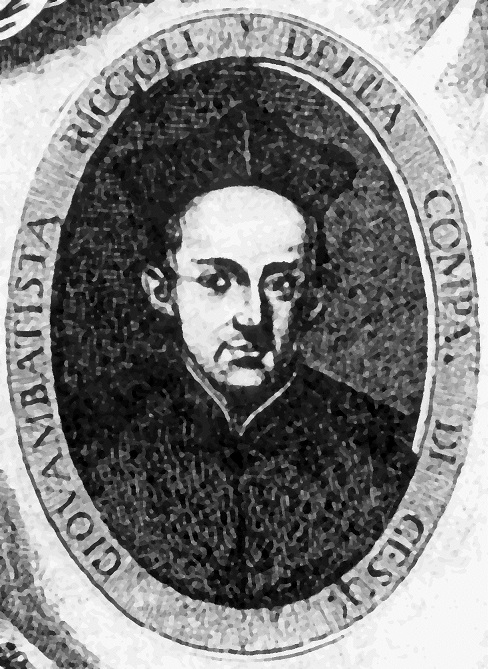
L'astronome Giovanni Battista Riccioli.

Le globe terrestre est achevé en novembre 1701. Il présente l'état des connaissances géographiques du début du XVIIIe siècle avec la prise en compte des travaux de l'astronome Giovanni Battista Riccioli, ceux de l'Académie royale des sciences et de plusieurs voyages d'exploration. Il exploite également des cartes et récits de voyages de religieux, par exemple la mission des capucins au Congo en 1649 ou le livre du père Godinho sur l'Abyssinie en 1600, tous deux imprimés à Lyon. Ces documents étaient inaccessibles au grand public tandis que le père Grégoire a pu les consulter pour réaliser ses globes,.
Jusqu'à la Révolution française, les globes sont conservés à la bibliothèque du couvent sans susciter d'intérêt particulier. En 1790 ils sont proposés en donation à la ville de Lyon afin de contribuer au recouvrement de la dette de l’État. Mais les globes sont saisis comme biens nationaux, sans toutefois être déplacés en raison de leur taille. En 1795, La Guillotière devient une commune du département de l'Isère, mais les globes échappent au transfert à Vienne grâce à la mobilisation de deux représentants du peuple, Borel et Boisset, qui obtiennent leur dépôt à la bibliothèque publique de Lyon.  
Dans les années 1870, les missions d'exploration gagnent en popularité et les connaissances rapportées se diffusent dans la société,. Or, la comparaison entre les représentations du globe et ce qui est alors perçu comme des nouveautés pour la géographie révèle que celles-ci étaient déjà connues au début du XVIIIe siècle, ce qui trouve un écho dans la presse,,. Le globe terrestre est élevé au rang de « trésor caché » en raison de l'exactitude de sa cartographie de l'Afrique,. Plusieurs études sont menées afin de déterminer l'origine des sources utilisées un siècle plus tôt. Elles montrent le caractère remarquable du globe, dont on pensait au contraire les connaissances dépassées, ce qui fait dire à Joseph Deloncle : « […] ce qu'il a de remarquable, c'est qu'il n'ait jamais été remarqué »,. Le contexte apporte un regain de popularité, le globe « étant visité journellement par de nombreux savants ».
Fin 1918 ou début 1919, le globe céleste, jugé illisible par le bibliothécaire Richard Cantinelli, est détruit tandis que le globe terrestre rejoint le palais Saint-Jean de Lyon,.
Restauré en 1972 à Paris par Michel Morel, le globe terrestre est ensuite installé dans la nouvelle bibliothèque de la Part-Dieu à Lyon. En 2024, il est présenté ponctuellement au quatrième étage du bâtiment.

## Description
Le globe céleste était en bois enduit de plâtre, recouvert de papier teinté, sur lequel étaient peintes les constellations. D'après les sources, il a été réalisé en premier, d'une taille plus petite que le globe terrestre.
Le globe terrestre mesure 1,7 m, ce qui le classe parmi les plus grands et anciens globes monastiques de France. Sa structure en bois creuse est recouverte de toile et de plusieurs couches de papier. L'axe des pôles est à l'horizontale et la cartographie réalisée à la peinture à l'huile. Le méridien d'origine passe par La Palma dans les Canaries. Deux cartouches présentent les sources et les auteurs du globe.
| GLOBE TERRESTRE | AVIS |
| --- | --- |

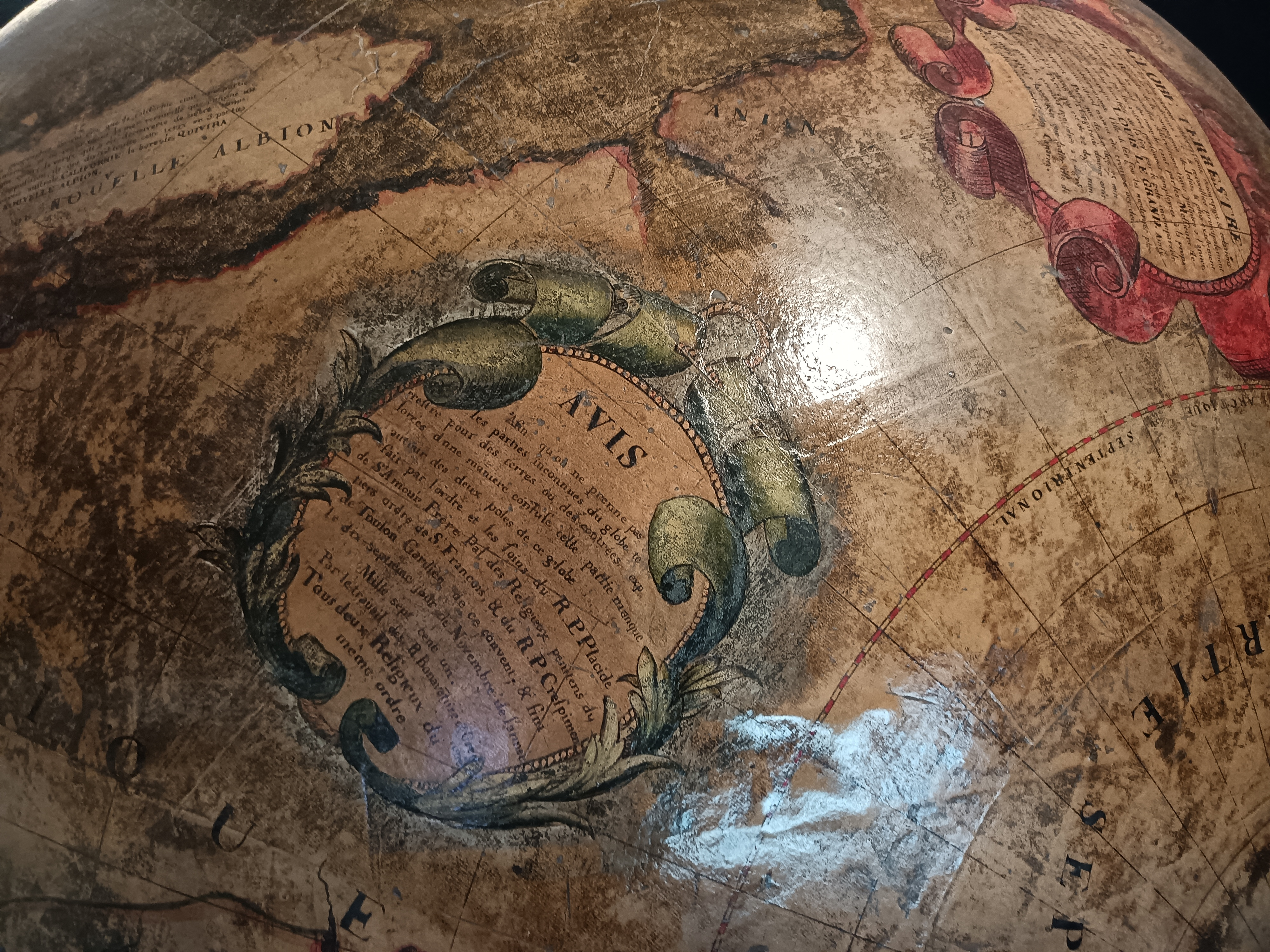
Cartouche avec les noms des auteurs.

| fait suivant les plus exactes observations, remarques & relations des auteurs anciens et modernes [un mot effacé] & recueillies principalement par le Révérend Père Riccioli de la compagnie de Jesus, & plus exactement complétées par toutes les nouvelles observations faites jusques a l’année 1685 en differents endroits du monde, tant par les Messieurs de l’académie royale que par les autres personnes employées à la propagation des sciences et des bienfaits de la foy par le zele incomparable de nôtre invincible monarque LOUIS LE GRAND. Ainsy conformement a ces observations, l’isle de Fer (ou les modernes placoient le premier meridien) n’ayant été trouvée occidentale par rapport à Paris que de 20 degrés 35 minutes pour ne pas changer la longitude donnee ordinairement a Paris qui est de 22 degrés [un espace blanc] minutes on a placé le premier meridien a 1 degre 55 minutes plus a l’occident que ladite isle de Fer, la plus occidentale des Canaries. | Afin qu’on ne prenne pas les parties inconnues du globe terrestre pour des terres ou des contrées explorées d’une manière confuse cette partie manque autour des deux poles de ce globe fait par l’ordre et les soins du Révérend Père Placide de Saint Amour Frère Provincial des Religieux penitens du tiers ordre de Saint François, & du Révérend Père Crespinien de Toulon Gardien de ce couvent. & fini le dix-septieme jour de Novembre de l’année Mille sept cent un. Par le travail des Révérends Bonaventure & Gregoire Tous deux Religieux du même ordre |

## Représentation cartographique
Le globe terrestre fait la synthèse des connaissances au début du XVIIIe siècle,. Il s'appuie sur les cartes flamandes des XVe et XVIe siècles (lesquelles s'appuient elles-mêmes sur des documents portugais) et sur l'atlas d'Hondius de 1631,. Il corrige certaines positions géographiques et y adjoint de nombreuses localisations nouvelles pour l'époque.
En Afrique équatoriale, jusqu'alors mal connue des Occidentaux, sont représentés les grands lacs, le tracé des fleuves Congo et Zambèze ainsi que les sources du Nil, dans des régions tout juste explorées à la fin du XVIIIe siècle,,.

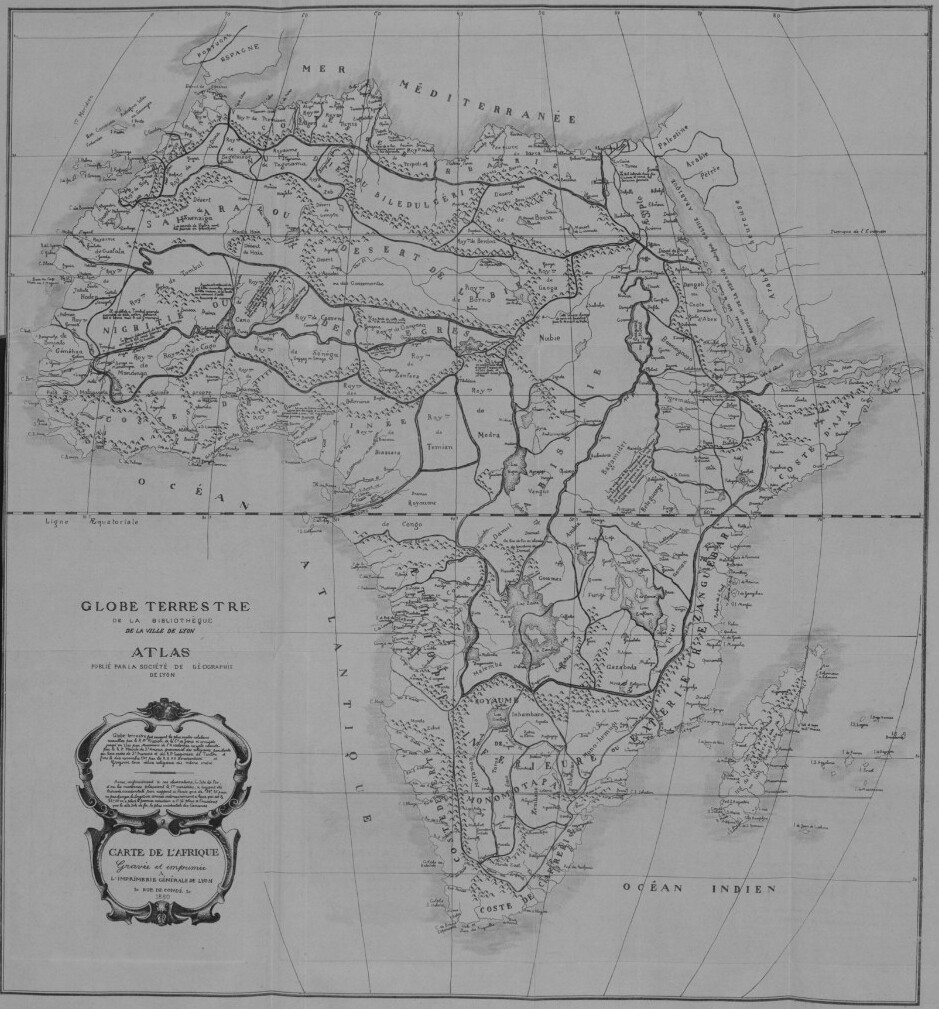
Reproduction de la partie africaine du globe. Les grands lacs, le coude du fleuve Congo et les sources du Nil y sont représentés.

Comme pour beaucoup de cartes de l'époque, la péninsule de Basse-Californie est représentée sous forme d'une île. On note la présence de la Magellanie, une grande île formant une vaste terre australe inconnue dont l'existence est supposée à l'emplacement de l’Antarctique, de l’Australie et de la Nouvelle-Zélande. Le nord de l'actuel Canada est cartographié sous forme d'une terre continue.

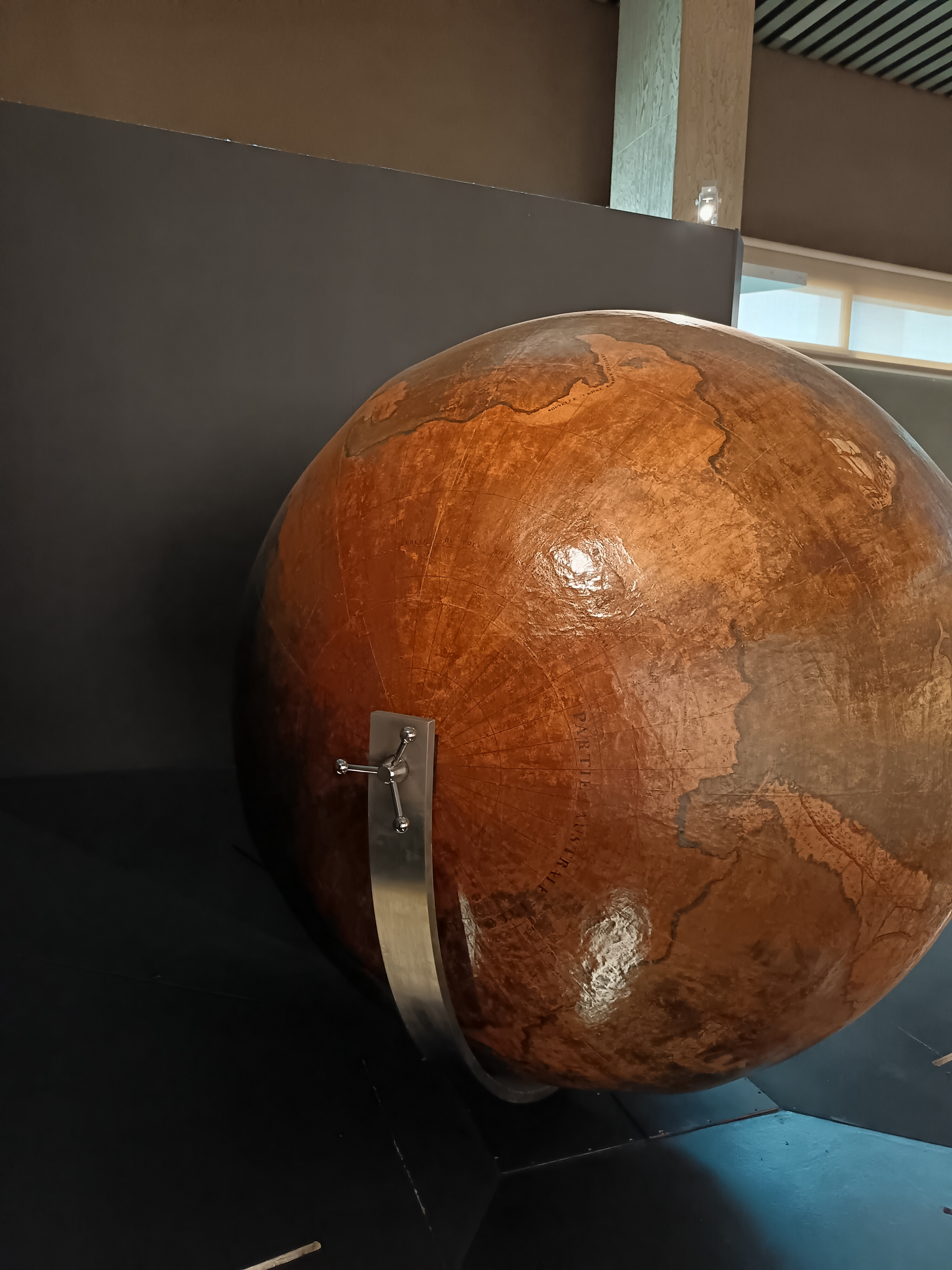
Représentation de la Magellanie.
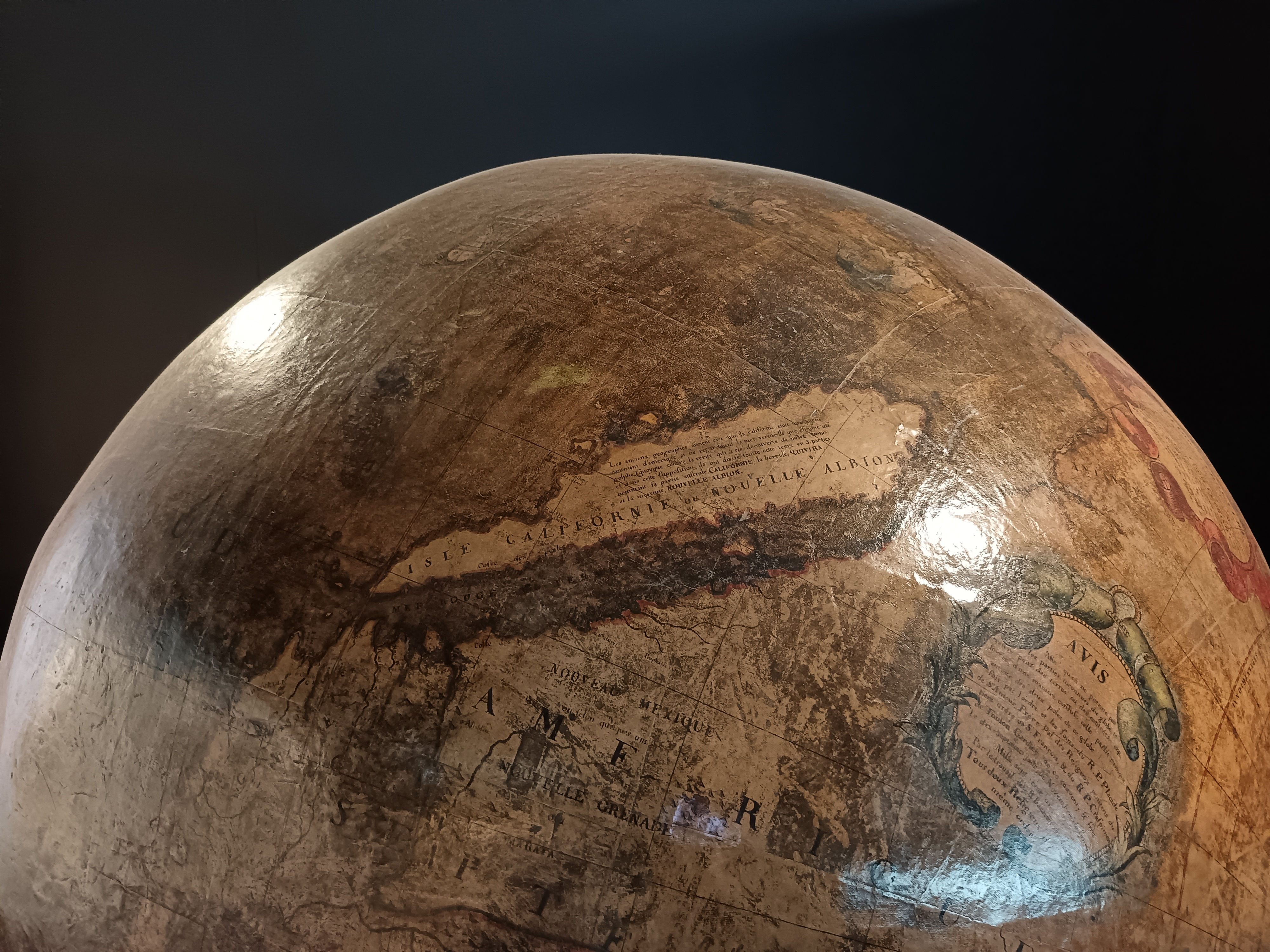
La péninsule de Basse-Californie sous forme d'île.
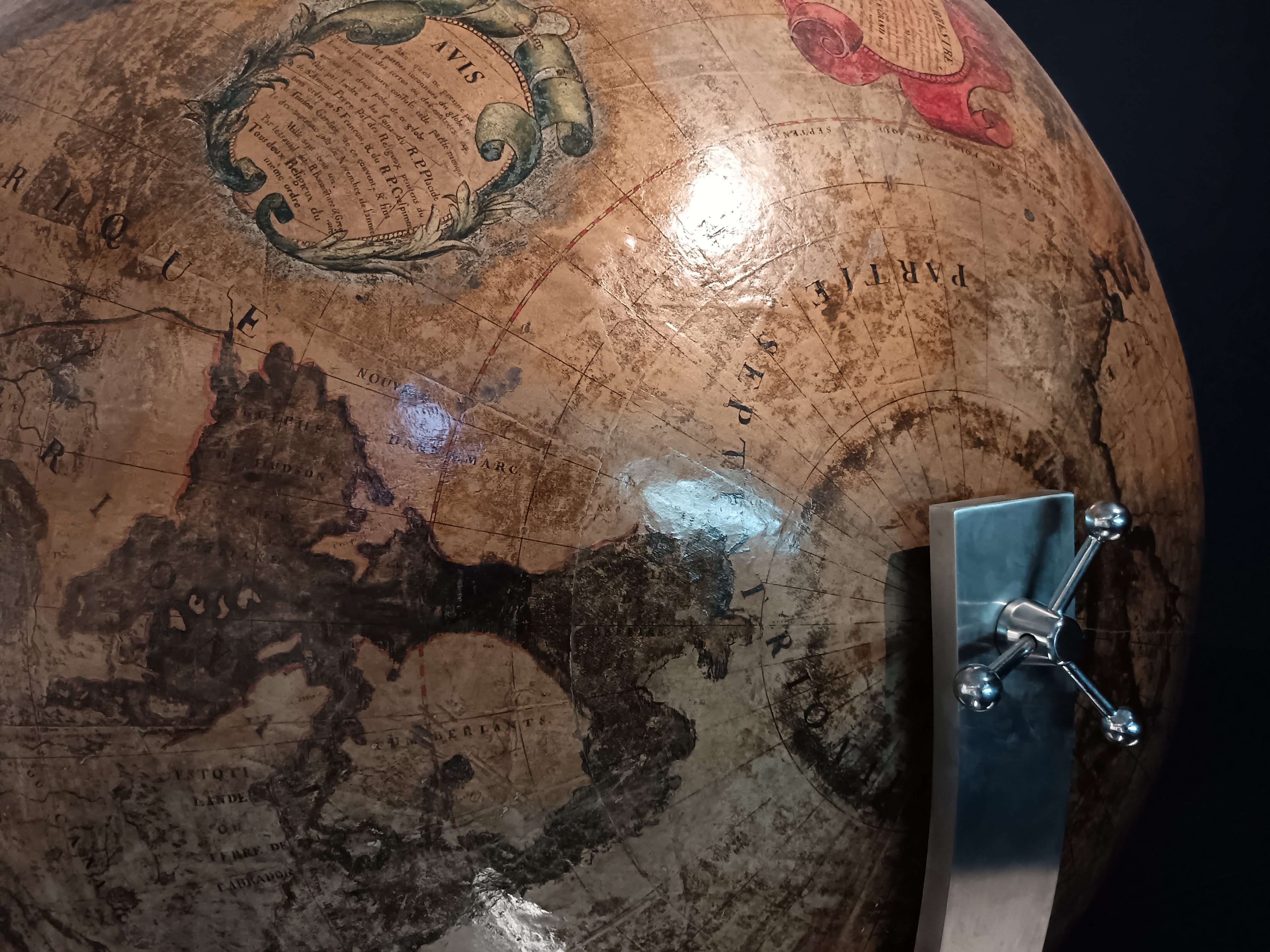
Représentation d'un seul tenant du nord de l'actuel Canada.
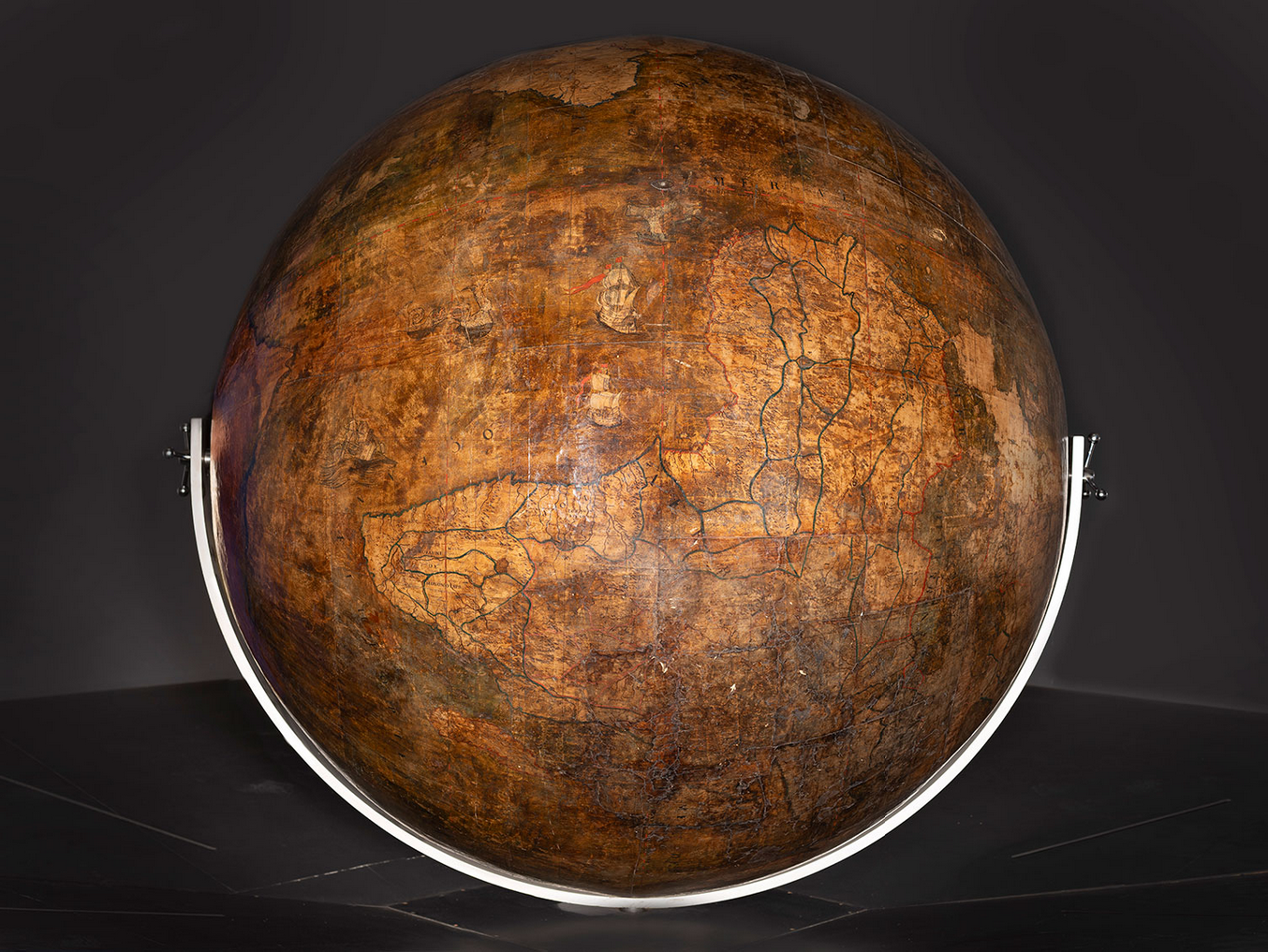
Vue sur l'Afrique.